# Фаза 7
Фаза 7 (ісп. Fase 7) — аргентинська науково-фантастична чорна комедія 2010 року, написана та знята Ніколасом Ґолдбартом із Даніелем Гендлером, Яйо Гуріді, Джасмін Стюарт і Федеріко Луппі в головних ролях.

## Сюжет
Коко та його вагітна дружина Піпі переїжджають у житловий комплекс у Буенос-Айресі. Поки вони сваряться та купують їжу на місцевому ринку, вони не помічають навколо панікуючого натовпу. Коли вони повертаються у свою квартиру, уряд закриває її на карантин. Коко, надто байдужий, щоб дбати про загрозу пандемії, яка насувається, намагається проспати цю катастрофу, але його швидко дратує втрата Інтернету та телебачення.
Його сусід Гораціо, параноїк-виживач, чия укріплена квартира одночасно є бункером, повільно вербує Коко в союзники проти інших мешканців. За допомогою Коко Гораціо розставляє пастки по всій будівлі, на які кілька разів необережно потрапляє Коко. Все ще не переконаний у небезпеці ситуації, Коко без щирого підкоряється вимогам Гораціо, щоб той одягнув захисний костюм, мав при собі пістолет і переглянув навчальне відео з виживання, яке свідчить про те, що пандемія може бути змовою Нового світового ладу.
Занутто, літнього чоловіка, якого інші мешканці підозрюють у хворобі, сприймають як слабку мішень, на яку вони можуть полювати. Після того, як він за допомогою рушниці прогнав мешканців, які прийшли заподіяти йому шкоду, у Занутто починається параноя, що змушує його переслідувати решту мешканців на випередження. Гораціо переконує Коко залишити Піпі і допомогти йому протистояти Занутто, але Коко виявляється невмілим союзником. Після напруженої перестрілки Занутто завдає Гораціо поранення, але Гораціо завдає смертельного удару ножем Занутто. Занутто і Коко домовляються про перемир'я, і, перш ніж Занутто залазить у свою машину і помирає від ножового поранення, він просить Коко приглянути за його собакою таксою. Невдовзі Гораціо і Коко вирушають на прибирання сміття з комплексу, і нарешті Коко доводить свою цінність, захищаючи Гораціо від озброєних людей, які нападають на дует, стріляючи і вбиваючи агресорів.
Гораціо, який помітно ослаб від поранення та стурбований своїм контактом із хворим і заразним Занутто, каже Коко, що він вважає його зараженим, і просить його подбати про його доньку та забрати її та Піпі з міста до таємну схованку зробив Гораціо. Гораціо відкриває місцезнаходження схованки, але Коко не відчуває себе готовою взяти на себе керівництво Гораціо. Відмова та байдужість Коко злють Гораціо, який тепер звинувачує Коко в тому, що він використовував його, щоб вижити. Гораціо завдає удару Коко, сподіваючись, що Коко вб'є його, перш ніж він піддасться хворобі. Незважаючи на поранення, Коко тікає від Гораціо, а китайський батько сімейства, який, як вважалося, був відсутній у будівлі, раптово з'являється і стріляє Гораціо в шию. Помираючи на сходах будівлі, Гораціо задоволено посміхається, уникнувши жахливої смерті від хвороби. Коко, китайська родина та решта вцілілих із комплексу використовують броньовану машину Гораціо, щоб пробратися до схованки Гораціо.

## Акторський склад
- Деніел Хендлер — Коко
- Язмін Стюарт — Піпі
- Яйо Гуріді — Горасіо
- Федеріко Луппі — Занутто
- Карлос Бермехо — Гульєріні
- Ебіан Вайнштейн — Ланге

## Презентація
Прем'єра 7 фази відбулася на кінофестивалі в Сіджесі 10 жовтня 2010 року. Він вийшов на екрани в Аргентині 3 березня 2011 року, де він зібрав 158 421 долар США. Прем'єра в США відбулася на SXSW у березні 2011 року, після чого він отримав обмежений прокат у липні. 4 жовтня 2011 року він був випущений на DVD в рамках лінії Bloody Disgusting Selects

## Відгуки
Rotten Tomatoes, агрегатор рецензій, повідомляє, що 71 % із семи опитаних критиків дали фільму позитивну рецензію; середня оцінка склала 6,1/10. Роб Нельсон з Variety писав, що фільму «не вистачає достатньо сатиричної енергії, щоб виділитися з незліченної кількості інших записів у самопародійному, біоапокаліптичному піджанрі».
Джордж Ленг з The Oklahoman писав: «„Фаза 7“ не змінює свого жанру, але вона створює тупий контрапункт Стівена Кінга „Стенд“, показуючи, що мляві та некомпетентні можуть успадкувати Землю». Пітер Кіо з The Phoenix оцінив його в 3/4 зірки та написав, що фільм, хоч і є похідним, «вирізняється своєю задушливою обстановкою, тоном з низьким ефектом і складним складом персонажів».
Кріс Гвітт з St. Paul Pioneer Press високо оцінив гру Федеріко Луппі, але сказав, що фільм «просто не страшний». Пітер Мартін з <i>Twitch Film</i> назвав це «дуже сухою пародією з відносно скромною виплатою». Білл Ґіброн із PopMatters оцінив його на 7 зірок із 10 і написав: «До того, як сьома фаза закінчиться, це дуже розумний і дуже розумний фільм. Коли він закінчиться, внутрішні проблеми стають дедалі очевиднішими». Джош Роде з DVD Verdict назвав фільм «легко кумедним, але насильницьким дослідженням нижчої природи людства».

### Нагороди
Голдбарт отримав нагороду за найкращий сценарій у Сіджесі.